# Nechita-Stelian Dolha
Nechita-Stelian Dolha (n. 19 aprilie 1970, Braniștea, Bistrița-Năsăud, România) este un fost deputat român, ales în 2012 din partea Partidului Național Liberal. În cadrul activității sale parlamentare, Nechita-Stelian Dolha a fost membru în grupurile parlamentare de prietenie cu Republica Federativă a Braziliei și Statele Unite Mexicane. Nechita-Stelian Dolha a înregistrat 67 de luări de cuvânt în 53 de ședințe parlamentare. Nechita-Stelian Dolha a inițiat 80 de propuneri legislative din care 17 au fost promulgate legi. 